# Jean Tijou

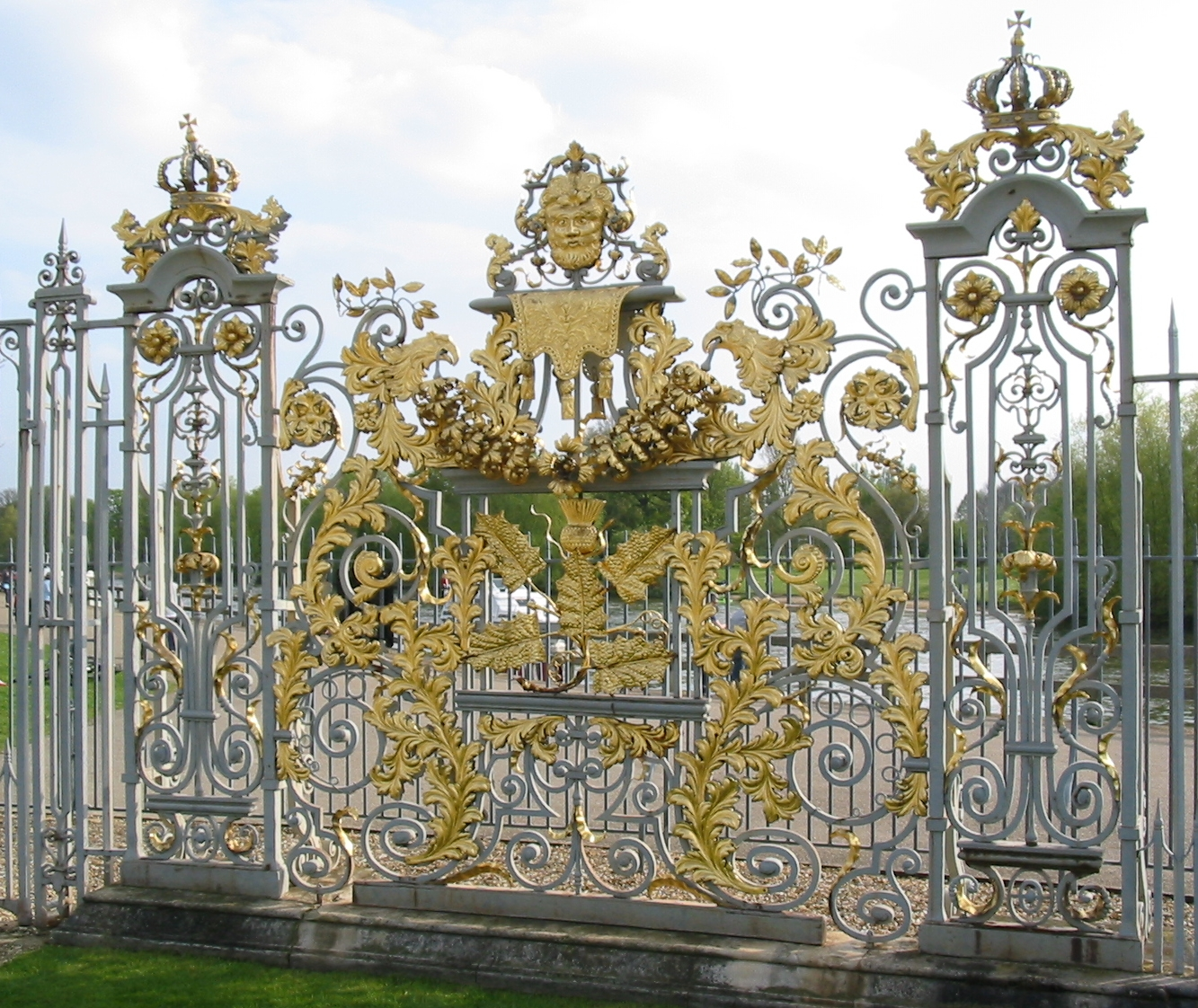
Teil der von Tijou gefertigten Gartengitter von Hampton Court Palace

Jean Tijou († nach 1712) war ein in England tätiger Kunstschmied des Barock.
Tijou entstammte vermutlich einer französischen Hugenottenfamilie und kam im Gefolge von Wilhelm von Oranien und Maria II. nach 1688 nach England. Seine Ausbildung als Kunstschmied erhielt er wahrscheinlich in Versailles, denn bereits kurz nach seiner Ankunft in England begann er mit der Fertigung der prächtigen Gitter, die den Privy Garden des königlichen Hampton Court Palace zur Themse hin begrenzen. Das kunstvolle Treppengeländer des großen Treppenhauses von Hampton Court ist ein weiteres Werk von ihm. Zu seinen weiteren Arbeiten gehören das Hoftor sowie Treppengeländer von Kensington Palace sowie die nördlichen und südlichen Chorschranken und andere schmiedeeiserne Arbeiten in der St Paul’s Cathedral in London. Daneben stellte er Treppengeländer und andere Schmiedearbeiten für die Landsitze Chatsworth und Burghley House her.   
Er veröffentlichte 1693 das Buch A new Book of Drawings, in dem er verschiedene Entwürfe für seine Arbeiten beschreibt. Seine kunstvollen Arbeiten begründeten eine eigene, Flamboyant genannte Stilrichtung der Schmiedekunst. 
Eine Tochter von ihm heiratete den Maler Louis Laguerre, der ebenfalls beim Ausbau von Hampton Court Palace beschäftigt war. Für seine Arbeiten in Hampton Court erhielt er nie seinen vollständigen Lohn. Nach 1712 wird er nicht mehr erwähnt, sein weiteres Leben ist unbekannt.
Der Zaun von Hampton Court Palace gehörte zur ersten Ausstellung des neuen Victoria and Albert Museums in London 1852.